# 이븐 카티르
이스말 이븐 카티르(아랍어: ن كثير, Ismail ibn Kathir, 1301년 ~ 1373년)는 이슬람 율법학자이자 꾸란 해설가였다.
원래 이름은 아부 알피다 이마드 아딘 이스마일빈 우마르빈 카티르 알꾸라시 알부스라위이다. 1301년 시리아의 부스라에서 태어났으며 다마스쿠스에서 이슬람교 학자로 활동하던 이븐 타미야가 그의 스승이었다..
저술 활동을 완성하면서 1341년 처음으로 사무관이 됐으며 활동하게 됐다. 후에 여러 공무원직을 받아 1366년에는 다마스쿠스 대모스크에서 교수직을 율법 위원회에서 맡게 됐다. 이븐 카티르는 꾸란에 대한 저술서로는 아주 유명한 타프시르 이븐 카시르라는 책을 썼으며 무함마드의 말씀과 하디스 경전의 내용을 쓴 것이다. 이슬람 세계에서 이 책이 지닌 영향은 광대하며 서방 세계에서도 번역돼 꾸란 소개서로 널리 읽히고 있다.
그는 꾸란의 말씀을 줄줄이 외울 정도로 암기력이 뛰어난 사람이었으며 이슬람사에 대해서도 정통한 학자였다. 후에 그는 장인이 됐으며 볼 수 없어 경전을 읽어주는 사람이 옆에 있으면 밤에 그가 글을 썼을 정도라고 한다.
그는 1373년 다마스쿠스에서 생을 마감했다.

## 같이 보기
- 무함마드 이븐 자리르 알타바리